# Mannou Berger
Mannou Berger (Rotterdam, 15 oktober 2004) is een Nederlands voetballer die als doelman speelt. Hij staat onder contract bij Feyenoord, dat hem voor het seizoen 2024/25 verhuurde aan FC Dordrecht.

## Clubcarrière
Berger begon met voetballen bij voetbalclub De Rotterdamse Leeuw (DLR) en stapte daarna over naar SC Feyenoord. In 2017 maakte Berger, op 12-jarige leeftijd, de overstap naar de Feyenoord Academy. In juli 2022 tekende hij zijn eerste profcontract bij Feyenoord; de club uit Rotterdam legde hem vast tot medio 2025. In februari 2024 werd Berger Academy Speler van de Maand.
In februari 2025 verlengde Berger zijn contract bij Feyenoord tot medio 2027 met optie tot nog één seizoen. In het seizoen 2024/25 werd hij verhuurd aan FC Dordrecht, waar hij op 25 april 2025 zijn debuut maakte in de Eerste divisie. In de thuiswedstrijd tegen MVV Maastricht (3–0 winst) wist hij de nul te houden. Berger kwam tot twee wedstrijden voor de club en hield een keer de nul waarna hij terugkeerde naar Feyenoord.

## Clubstatistieken
| Seizoen | Club           | Competitie     | Competitie | Competitie | Beker | Beker | Overig | Overig | Totaal | Totaal |
| Seizoen | Club           | Competitie     | Wed.       | Dlp.       | Wed.  | Dlp.  | Wed.   | Dlp.   | Wed.   | Dlp.   |
| ------- | -------------- | -------------- | ---------- | ---------- | ----- | ----- | ------ | ------ | ------ | ------ |
| 2024/25 | → FC Dordrecht | Eerste divisie | 2          | 0          | 0     | 0     | 0      | 0      | 2      | 0      |
| 2025/26 | Feyenoord      | Eredivisie     | 0          | 0          | 0     | 0     | 0      | 0      | 0      | 0      |
| Totaal  | Totaal         | Totaal         | 2          | 0          | 0     | 0     | 0      | 0      | 2      | 0      |

Bijgewerkt t/m 4 augustus 2025.